# Jangtsekiang-Freileitungskreuzung
Die Jangtsekiang-Freileitungskreuzungen sind mehrere unterschiedliche Freileitungskreuzungen für Hochspannungsleitungen am Jangtsekiang in der Volksrepublik China. Aufgrund der Flussbreite und der Notwendigkeit, die Schiffbarkeit nicht zu behindern, besitzen diese Freileitungsüberquerungen sehr hohe Freileitungsmasten, welche zu den höchsten Masten in China zählen.

## Jiangyin

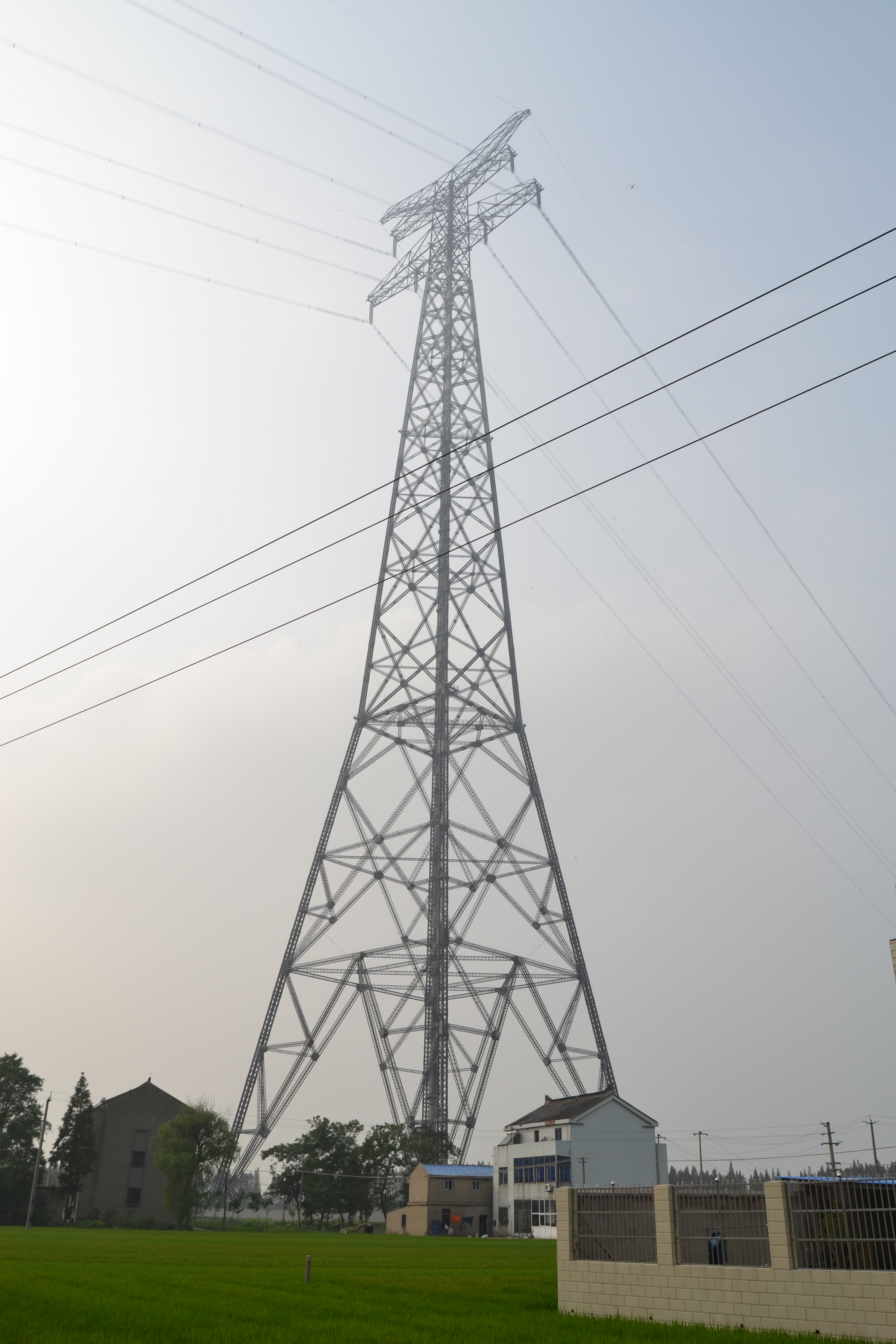
Freileitungsmast in Jiangyin

Dies ist eine 500-kV-Hochspannungsleitung für Dreiphasenwechselstrom vom Kraftwerk Yan Cheng zum Umspannwerk Dou Shan in der Nähe der Stadt Jiangyin in der chinesischen Provinz Jiangsu.
Der über den Jangtsekiang führende Leitungsabschnitt hat eine Spannweite von 2.303 Metern. Er wird von zwei 346,5 Meter hohen Freileitungsmasten mit einem Gewicht von jeweils 4.192 Tonnen getragen. Beide Masten sind als freistehende Stahlfachwerkkonstruktionen mit einem Querschnitt von 68 Metern × 68 Metern am Boden und 8 Metern × 8 Metern an der Spitze ausgeführt und besitzen zwei Traversen für die Aufnahme von sechs Leiterseilen, die an zehn Meter langen Isolatoren befestigt sind.
Die untere der beiden Traversen befindet sich in 302 Metern Höhe und hat eine Länge von 77 Metern. Die Masten sind als sogenannte Donaumasten ausgeführt. Beide Masten, die nicht nur wesentlich höher sind als alle anderen Freileitungsmasten, sondern auch den Eiffelturm überragen, sind mit einem Wartungsaufzug versehen.
Auf jeder Seite des Jangtsekiangs folgen im weiteren Verlauf der Leitung je zwei Abspannmasten, für jeden Stromkreis einer. Sie sind 55 Meter hoch, wiegen 110 Tonnen und stehen auf einer Fläche von 16 Metern × 24 Metern. Mit dem Bau der Masten wurde am 8. November 2002 begonnen. Fertiggestellt wurden sie am 13. April 2004. Die Leitung wurde am 18. November 2004 in Betrieb genommen.
Koordinaten:
- Nördlicher Mast: 31° 58′ 18″ N, 120° 3′ 12″ O
- Südlicher Mast: 31° 57′ 5″ N, 120° 2′ 54″ O

## Wuhu
Dies ist die Freileitungskreuzung der HGÜ Dreischluchtendamm–Changzhou, einer bipolaren Hochspannungs-Gleichstrom-Übertragung (HGÜ) mit ±500 kV Gleichspannung, welche bei Wuhu den Jangtsekiang auf zwei 229 Meter hohen, als Stahlrohrkonstruktion ausgeführten Freileitungsmasten mit einer Spannweite von 1.910 Metern überquert. Die beiden Kreuzungsmasten der Jangtsekiang-Freileitungskreuzung Wuhu sind die höchsten Masten, die bis heute für HGÜ-Anlagen errichtet wurden.
Östlich und westlich dieser Leitung existieren je eine weitere Freileitungskreuzung des Jangtsekiangs für Drehstrom.
Koordinaten: 
- Westlicher Mast: 31° 30′ 37″ N, 118° 21′ 11″ O
- Östlicher Mast: 31° 30′ 2″ N, 118° 22′ 11″ O

## Nanjing

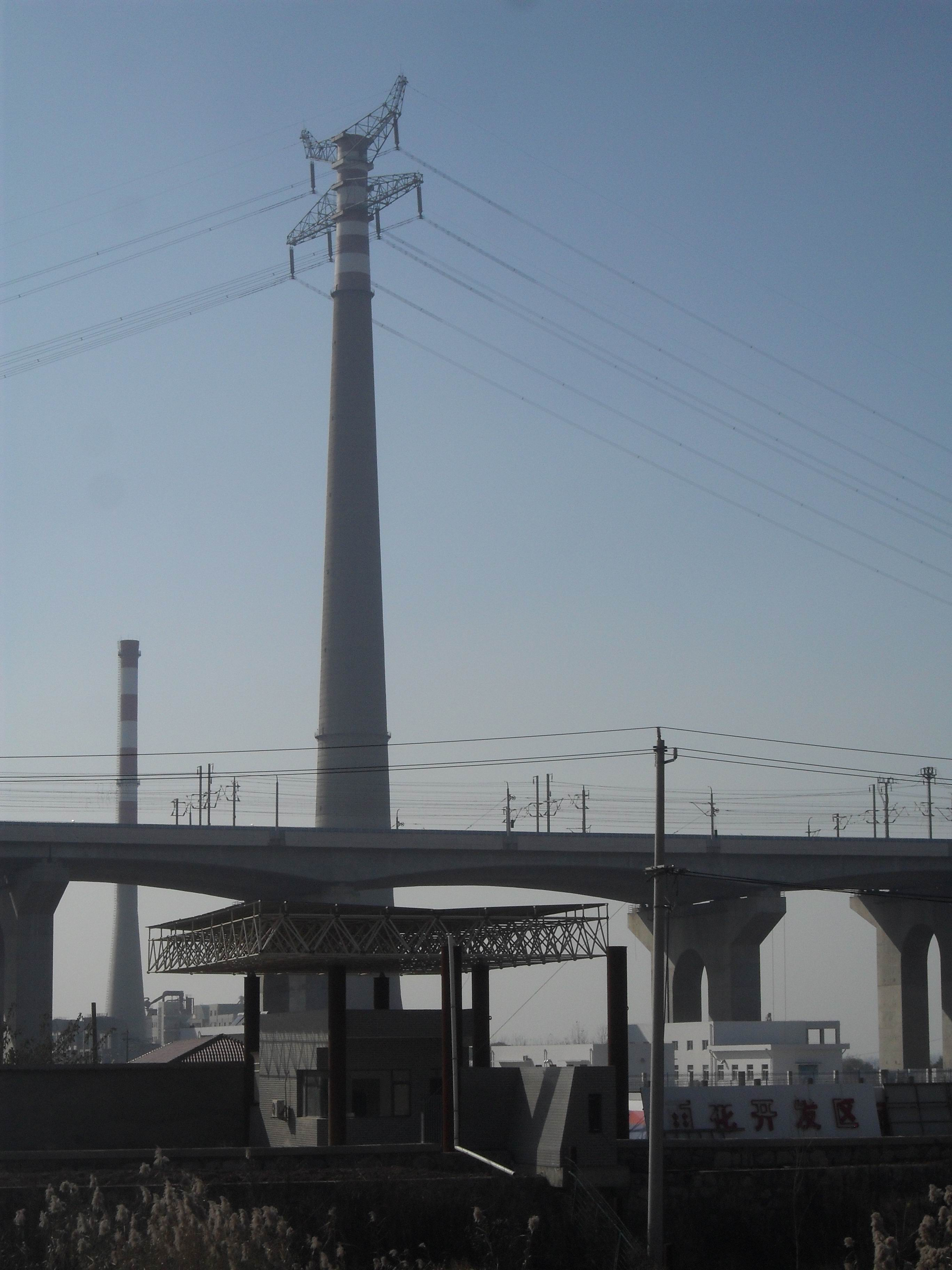
Stahlbetonmast von Nanjing am östlichen Ufer

Die Freileitungskreuzung Nanking ist die Kreuzung einer 500-kV-Hochspannungsleitung für Dreiphasenwechselstrom mit dem Jangtsekiang bei Nanjing. Die 1992 fertiggestellte Freileitung besitzt zwei Dreiphasensysteme mit je drei Leitern.
Die Masten sind als 257 Meter hohe Stahlbetonkonstruktionen ausgeführt und gehören damit zu den höchsten Stahlbetonmasten der Welt. Die Spannweite beträgt 2.053 Meter.
Koordinaten: 
- Westlicher Mast: 31° 57′ 47″ N, 118° 36′ 58″ O
- Östlicher Mast: 31° 57′ 11″ N, 118° 38′ 4″ O